# Adetus atomarius
Adetus atomarius es una especie de escarabajo del género Adetus, familia Cerambycidae. Fue descrita científicamente por Belon en 1902.
Habita en Bolivia. Los machos y las hembras miden aproximadamente 6,5-9 mm.